# 拉蒙·桑切斯·皮斯胡安球場
拉蒙·桑切斯·皮斯胡安球場（西班牙語：Estadio Ramón Sánchez Pizjuán）位處西班牙西維爾，於1957年興建，是西班牙甲組足球聯賽西維爾足球會的主場場館，能夠容納逾45,500名觀眾；除了為西維爾比賽用途的主場外，亦曾經於1982年世界杯在西班牙舉行時被徵用，其中一場正是世界盃準決賽，由德國對法國的賽事。於1986年歐洲冠軍杯決賽，由布加勒斯特星隊對巴塞羅那的賽事也是在此舉行。

## 名稱
拉蒙·桑切斯·皮斯胡安球場以西維爾前主席命名。

## 軼事
其中一個奇聞是西維爾和西班牙國家足球隊凡是利用此球場參與國際比賽，都不會落敗。事實上兩隊於以往分別在這球場進行了26場和22場國際賽，都未有一次敗陣。

## 1982年世界杯足球赛
1982年世界杯，拉蒙·桑切斯·皮斯胡安球场举办了两场比赛。1场第一轮比赛和一场半决赛。

### 第一轮
拉蒙·桑切斯·皮斯胡安球场举办了一场小组赛阶段第一轮的比赛。
| 1982年6月14日 | 巴西                        | 2–1  | 苏联     | 塞维利亚拉蒙·桑切斯·皮斯胡安球場            |
| 21:00 CEST    | - 苏格拉底 76' - 埃德尔 89' | 報告 | 巴尔 34' | 入場人數： 68,000 ： 奥古斯托·拉莫·卡斯蒂略 |

### 半决赛
拉蒙·桑切斯·皮斯胡安球场举办了其中一场半决赛。
| 1982年7月8日                                                        | 西德                                             | 3–3 (加時) (5–4 )                                       | 法國                                           | 塞维利亚拉蒙·桑切斯·皮斯胡安球場   |
| 21:00 CEST                                                          | - 利特巴尔斯基 17' - 鲁梅尼格 102' - 费舍尔 108' | 報告                                                    | - 普拉蒂尼 26'（） - 特雷索尔 92' - 吉雷瑟 98' | 入場人數： 70,000 ： 查尔斯·科费尔 |
|                                                                     |                                                  |                                                         |                                                |                                    |
| - 卡尔茨 - 布莱特纳 - 施蒂利克 - 利特巴尔斯基 - 鲁梅尼格 - 赫鲁贝施 |                                                  | - 吉雷瑟 - 阿莫罗 - 罗歇托 - 西克斯 - 普拉蒂尼 - 博西斯 |                                                |                                    |